# Apetito
Apetito je značka českého smetanového sýru, vyráběného v Hodoníně. Vyrábí se několik variant, např. se šunkovou příchutí apod.

## Historie
Tavené smetanové sýry Apetito vyráběly od roku 1973 Želetavské sýrárny; o rok později byla spuštěna výroba i v Hodoníně. Oba provozy byly pobočkami závodu Lacrum Brno, kde také vznikla jednotná receptura, podle níž byl sýr vyráběn. Želetavský podnik dnes patří společnosti BEL Sýry (součást francouzské spol. Bel Group), hodonínský společnosti TPK (součást francouzské spol. Bongrain), a sýry již mají navzájem nezaměnitelně odlišnou recepturu (od roku 1994), ale také název.
14. září 1993 si společnost TPK zaregistrovala značku Apetito pod ochrannou známkou. Želetavská sýrárna poté na trh dodávala sýry Apetitto (s dvěma t), a docházelo k opakovaným soudním sporům. Kvůli dříve zaregistrované ochranné známce musela Želetavská sýrárna svůj sýr v roce 2006 nakonec výrazněji přejmenovat (na Smetanito).

## Druhy sýrů Apetito
Na trhu jsou sýry Apetito k dostání v různých baleních (měkké, v krabičkách různých tvarů), jako jedna porce či více kusů, v plátcích, nověji i v sáčkovém balení (omáčky). Sýry jsou buďto čistě smetanové, či obohacené o příchutě (bylinky, šunka, houby atd.). Také nově vyráběné sýrové omáčky v sáčcích jsou dodávány na český a zahraniční trh v různých variantách. Řada sýrů určených pro děti (Apetito Béďa) je bez konzervantů, obohacená vápníkem a vitamíny.